# コーンケンラーム病院
コーンケンラーム病院（英語:Khon Kaen Ram Hospital、タイ語：โรงพยาบาลขอนแก่น ราม）は、タイ東北部コーンケン県ムアンコーンケン郡にある私立総合病院の一つである。1995年4月9日開業。コンケンラム病院とも表記される。

## 概略
コーンケンラーム病院はラームカムヘーングループの経営する私立総合病院の一つである。ベッド数326床。ICU（集中治療室）、CCU（冠状動脈疾患集中治療室）を備え、小児科医、産科医も常勤でいる。CT、MRIがあり、血液透析が可能。救急車を保有し、救急救命治療も可能。ISO 9001:2000を取得済み。

## 系列病院
ラーマカムヘーングループ病院のネットワークに入っている。
- バンコク
  - ラームカムヘーン病院
  - ターフーコーヂャムーク病院 （โรงพยาบาลตา หู คอ จมูก）
  - シンペート病院（โรงพยาบาลสินแพทย์）
  - ウィパーワディー病院（โรงพยาบาลวิภาวดี ）
  - ウィパーラーム病院（โรงพยาบาลวิภาราม）
- アユタヤ県
  - ラーチャターニー病院（โรงพยาบาลราชธานี）
- ラーチャブリー県
  - ムアンラート病院（โรงพยาบาลเมืองราช）
- ナコーンパトム県
  - テーパコーン病院（โรงพยาบาลเทพากร）
  - サナームチャン病院（โรงพยาบาลสนามจันทร์）
- チエンマイ県
  - ラーンナー病院
  - チェンマイラーム病院
  - テープパンヤー病院（โรงพยาบาลเทพปัญญา）
  - チャーンプアック病院（โรงพยาบาลช้างเผือก）
- ラムパーン県
  - ケーラーンナコーンラーム病院（โรงพยาบาลเขลางค์นคร-ราม）
- パヤオ県
  - パヤオラーム病院
- ルーイ県
  - ムアンルーイ病院
- プレー県
  - プレーラーム病院
- ターク県
  - パウォー病院（โรงพยาบาลพะวอ）
- コーンケン県
  - コーンケンラーム病院
- スリン県
  - スリン・ルワムペート病院（โรงพยาบาลรวมแพทย์ สุรินทร์）

## 国際対応
ほとんどの医師は英語が可能であるが、日本語通訳はいない。